# Skladateljski opus Iva Petrića
Skladateljski opus Iva Petrića

## Skladbezasimfonični orkester
- Simfonija Goga (1954-1960)
- Druga simfonija (1957)
- Tretja simfonija (1959-1960)
- Koncertna uvertura (1960)
- Simfonične mutacije (1964)
- Odisej, balet (1967)
- Mouvements coreographiques (1967)
- Integrali v barvi (1968)
- Nocturnes et jeux (1973)
- Fresque symphonique (1973)
- Hommage a Johannes (1978)
- Groharjeve impresije (1980)
- Koncert za orkester (1982)
- Slika Doriana Graya (1983-1984)
- Adagio - ad matrem (1985)
- Moods and Temperaments, balet (1987)
- After so many Years (1988-1989)
- Toccata (1989)
- Gallus Metamorphoses (1991-1992)
- Škotske impresije (1994-1995)
- Štirje letni časi (1995-1996)
- From Scottish Diary (1996)
- Jesenska simfonija (1996)
- Groharjeve impresije II. (1998)
- Three Places in Scotland (2000)

## Skladbe zagodalni orkester
- Concerto grosso (1955)
- Dresdner Konzert (1987)
- Jubilee Concerto for Celeia (1994)
- Métamorphoses sur A. (2001)

## Skladbe zapihalni orkester
- Divertimento (1956)
- Diptykhos za dvanajst saxofonov (1996)

## Soloinstrumentizorkestrom
- Koncert za violino in orkester (1953)
- Koncert za flavto in orkester, prva verzija (1954-57)
- Koncert za klarinet in orkester (1958)
- Koncertantna suita za fagot in godala (1959)
- Koncert za harfo in godala (1959)
- Tri skladbe za rog in orkester (1961)
- Koncertantna glasba za pihalni kvintet, timpane in godala (1961-1962)
- Epitaf in memoriam Jožeta Tirana  (1965)
- Petit concerto de chambre za oboo in 24 inštrumentov (1966)
- Burlesque pour les temps passés za trobento, tolkala in godala (1969)
- Musique concertante za klavir in orkester (1970)
- Dialogues concertants za violončelo in orkester (1972)
- Trois images, koncert za violino in orkester (1972/1973)
- Episodes lyriques za oboo in komorni orkester (1974)
- Gemini concerto za violino, violončelo in orkester (1975)
- Tako je godel Kurent, koreografska pesnitev za violo in orkester (1976)
- Jeux concertants za flavto in orkester (1978)
- Toccata concertante za tolkala in orkester (1979)
- Koncert za trobento in orkester (1985/1986)
- Pomladni concertino za tolkalca solo in orkester (1993)
- Koncert za rog in orkester (1997)
- Koncert za altovski saksofon in orkester (1997)

## Vokalnisolisti,zborin orkester
- Zgodba o Ferdinandu (1959)
- Vem za pomlad (1961)
- Iz Orfejevih sonetov (1965)
- Pesem življenja (1981-95)

## Zborovska glasba
- Očitanje za mešani zbor (1952)
- Kamen smrti, kantata za mešani zbor in instrumentalni ansambel (1962)
- Zašiti oblak za mladinski zbor s klavirjem ali orkestrom (1966)
- Tri satire po Krilovu za mešani zbor in inštrumente (1970)
- Come un nastro di porpora za sopran solo, moški zbor in komorni orkester ali klavir štiriročno (2002).

## Komorna glasbaz mešanimizasedbami
- Kvartet v klasičnem slogu za oboo, violino, violo in violončelo (1951)
- Tri skice za flavto in godalni kvartet (1961), Croquis sonores za harfo in komorni ansambel (1963)
- Sedem skladb za sedem inštrumentov (1963)
- Mozaiki za klarinet in komorni ansambel (1964)
- Igra v troje (1965), Igra v četvero (1965)
- Petit concerto de chambre za oboo in osem inštrumentov (1966)
- Igre II, radiofonska glasba (1966)
- Nuances en couleur, musique de chambre pour cinq exécutants (1967)
- Pet skladb za oboo, harfo in štiri godala (1968)
- Intarzije za pihalni trio in komorni ansambel (1968)
- Divertimento za Slavka Osterca (1970)
- Capriccio za violončelo in osem inštrumentov (1973/1974)
- Concert improvisations za oboo, violino, violo in violončelo (1974)
- Gemini concertino za violino, rog in šest inštrumentov (1975)
- Contacts between clarinet and percussion (1979)
- Esquisses poétiques za oboo (angleški rog) in devet inštrumentov (1979)
- Music for five za rog in štiri tolkalce (1981)
- Introduction for Contacts between clarinet and percussion (1981)
- Duo concertante za blokflavte in violončelo (1982)
- Leipziger Kammermusik (1983)
- Fantazije in nokturni za violino
- klarinet in klavir (1986)
- Suita v »B« za kvartet klarinetov (1986-1987)
- Komorna sonata št. 1 - ...meditacije in nokturni(1991)
- Komorna sonata št. 2 - ...capriccio (1991)
- Triosonata za flavto (piccolo), violo (ali klarinet) in kontrabas (1993)
- Burleska za štiri saksofone (1994)
- Elegija za angleški rog in godalni kvartet (1994)
- Hommage a Sergej Prokofjev (1994)
- Summer Games za klarinet, violončelo in klavir (1995)
- Pejsaži za oboo in violo (1995)
- Pomladna simfonija za deset inštrumentov (1996)
- Diptykhos za dvanajst saksofonov (1996)
- In signo librae za violino in violo (1996)
- Fantasia za trobento in orgle (1997)
- Masurian Impressions za štiri violončele (1998)
- Trio capriccioso za angleški rog, harfo in tolkala (1998)
- Trio giocoso za flavto, violončelo in klavir (1998)
- Koncert za štiri klarinete (1999)
- Lirični fragment za mezzosopran, rog in klavir (1999)
- Trio lirico za klarinet, violo in klavir (2000)
- Little Ferdinand Music za dva saksofona (2000)
- Fantasy and Toccata za pet marimb (2000)
- Fantasia concertante za dva klavirja (2000)
- Danubian septet (2002), Fanfara a 10 (2003)

## Pihalnikvintetin pihalnikvartet
- Kvintet za pihala št. 1 (1953)
- Mala suita za štiri pihala (1956)
- Kvintet za pihala št. 2 (1959)
- Kvintet za pihala št. 3 (1974)
- Kvintet za pihala št. 4
- Metamorphoses (1999)

## Pihalnitrio
- Pezzo in forma di sonatina
- komorni trio za flavto, oboo in fagot (1952)
- Gravure za pihalni trio (1970/1971)
- Pihalni trio 95 (1995)

## Trobilnikvintet
- Fanfare in nokturni za trobilni kvintet (1977)
- Brass minimusic za dve  trobenti in dva trombona (1980)
- Brass minimusic No 2 za dve trobenti in dva trombona (1984)
- Solemn music za trobilni kvintet (1984)
- Fanfara a 4 (2003)

## Godalnikvartet
- Godalni kvartet (1956)
- Quatuor 1969 (1969)
- Trio Labacensis za violino, violo in violončelo (1977)
- Quatuor 1979 (1979), Quatuor 1985
- Alban Berg in memoriam (1985)
- Portrait d'automne
- Quatuor 1992 (1992)
- Quatuor 1996 (1996)

## Klavirskitrio in kvartet
- Trio v e-molu (1951-1952)
- Trio št. 2 (1952-1953)
- Meditacije za klavirski trio (1971)
- American Impressions za klavirski trio (1980)
- Rondeau za klavirski kvartet (1987)

## Skladbe za klavir
- Passacaglia (1954)
- Štiri skladbe za klavir (1956)
- Preludij (1956)
- Les paysages (1972)
- Nokturno za Nino (1986)
- Rapsodija za klavir štiriročno (1988), Toccata ... for better times (1991)
- Sonata št. 1 (1993)
- Sonata št. 2 (1993/1994)
- MacPhadraig's Scottish Diary (1996)
- Listi iz Albuma za Tatjano (1999)
- Fantasia concertante za dva klavirja (2000)
- MacPhadraig's Second Scottish Diary (2002)

## Violinainviola
- Intermezzo za violino in klavir (1952)
- Sonata za violino in klavir (1952)
- Variacije na temo Béle Bartóka za violo in klavir (1954)
- Variacije na temo Béle Bartóka za violino in klavir (1955)
- Trije kontrasti za violino in klavir (1961)
- Petit piece pour souvenir za violino solo (1972)
- Autumn music za violino in klavir (1974)
- Fragmenti iz Gemini concerta za violino in violončelo (1975)
- Dialogues entre deux violons (1975)
- Sonata za violino solo (1976)
- Nocturne d'été za violino in kitaro (1978)
- Quatre pieces d'été za violino in harfo (1992)
- Deux portraits pour deux violons et piano (1993)
- Pejsaži za oboo in violo (1995)
- In signo librae za violino in violo (1996)
- Portreti za violino in klavir (2000)

## Violončelo
- Sonata v enem stavku za violončelo in klavir (1952)
- Alla marcia za violončelo in klavir (1952)
- Gemini music za violončelo in klavir (1971)
- Fragmenti iz Gemini concerta za violino in violončelo (1975)
- Melodie za violončelo solo (1975)
- Duo concertante za blokflavte in violončelo (1982)
- Violonceleia za violončelo solo (1997)
- Masurian Impressions za štiri violončele (1998)

## Kontrabas
- Solo per contrabbasso (1992)

## Flavta in kljunasta flavta
- Sonata za flavto in klavir (1955)
- Šest skladb za flavto in klavir (1961)
- Tri skice za flavto in godalni kvartet (1961)
- Introduzione e danza za flavto in godalni kvartet (1961)
- Summer music za flavto in klavir (1973)
- Capriccio Wannenhorn za flavto solo (1975-1976)
- Duo concertante za blokflavte in violončelo (1982)
- Winter Games za flavto in klavir (2002)
- A Moray Fantasy za flavto in harfo (2002)

## Oboa
- Sonatina za oboo in klavir (1955-1956)
- Preludij, arioso in finale za oboo in harfo (1968)
- Winter elegy za oboo in klavir (1984)
- Pejsaži za oboo in violo (1995)
- Miniature za Claro za oboo in tolkala (2001)

## Klarinet
- Sonata za klarinet in klavir (1956/1957)
- Winter music za klarinet in klavir (1976)
- Zimska pesem za klarinet in klavir (1992)
- Jesenska srečanja za klarinet in klavir (1999)
- Mediteranski preludiji za klarinet solo (2001)

## Fagot
- Sonata za fagot in klavir (1954)
- Alla marcia za fagot in klavir (1954)
- Tri kratke skladbe za fagot in klavir (1982)
- Quartetto giocoso za štiri fagote (2002)

## Trobila
- Sonata za rog in klavir (1960)
- Sonatina za trobento in klavir (1961)
- De profundis za tubo (1964)
- Meditacija za trombon solo (1965)
- Lirizmi za rog in klavir (1969)
- Cadenza za trombon solo (1976)
- Capriccio Parentium za trobento solo (1978)
- Hornspiele, eine Sonatine für Peter Damm  za rog solo (1989)
- Sonata za rog in klavir št. 2 (1990)
- Fantazija za trobento in orgle (1997)
- Sonatina za saks-horn in klavir (1998)

## Saksofon
- Sonata za saksofon in klavir (1992)
- Burleska za štiri saksofone (1994)
- Štirje preludiji za Burlesko za saksofon in klavir (1996)
- Diptykhos za dvanajst saksofonov (1996)
- Little Ferdinand Music za dva saksofona (2000)

## Harfa
- Suita za harfo (1954-1955), Impromptu za harfo (1957-1998)
- Largo za harfo (1959)
- Elegie sur le nom de Carlos Salzedo za harfo (1962)
- Igre za glas in harfo (1965)
- Preludij, arioso in finale za oboo in harfo (1968)
- Quatre pieces d'été za violino in harfo (1992)
- Fantasy for many strings and one harp player (1993)
- Trio capriccioso za angleški rog, harfo in tolkala (1998)
- A Moray Fantasy za flavto in harfo (2002)

## Glas (vokal)
- Igre za glas in harfo (1965)
- Lirični fragment za mezzosopran, rog in klavir (1999)

## Cimbalominkitara
- Nocturne d'été za violino in kitaro (1978)
- Marcimfabialom za cimbalom solo (1979)
- Geminicimbalom za dva cimbaloma (1980)
- Koroške variacije za kitaro (2000)
- Preludiji za kitaro (2003)

## Tolkala
- Mosaiques pour un batteur (1973)
- Koncert za tolkala, za pet tolkalcev (1978)
- Contacts between clarinet and percussion (1979)
- Introduction h Kontaktom med klarinetom in tolkali (1981)
- Battere a tre, za tri tolkalce (1988)
- Hommage a Samuel Barber za tolkala solo (1995)
- Fantazija in toccata za pet marimb (2000)